# Форшок
Форшок је такозвана фаза „припреме“ главног земљотреса када механичка трења и напрезања блокова изазивају вибрације које се преносе кроз литосферу. Форшок представља прву фазу слабих таласа која претходи главном удару. Именовање (означавање) земљотреса као форшок (припрема), меиншок (главни удар) или афтершок (накнадни земљотрес) је једино могуће након пуног следа догађаја који се десио.

### Појава
Услед геолошке нехомогености терена настаје у зони будућег жаришта низ претходних мањих потреса (форшок), као наговештај друге фазе, фазе главног удара, у којој долази до максималног кретања блокова. Након појаве главног удара (главног земљотреса), присутна је читава серија мањих потреса (накнадних земљотреса – афтершок) и успостављање новог стабилног стања у зони хипоцентра. Број и интензитет претходних и накнадних сеизмичких активности, дакле активности пре и после главног удара, приближно су пропорционални јачини главног земљотреса. Земљотреси великог интензитета који се квалификују као катастрофални, обично су праћени претходном, главном и накнадном сеизмичком активношћу која може да траје више од годину дана.
Веће земљотресе обично прате специфичне природне појаве, такозвани прекурзори. Они се јављају у различитим временским интервалима (неколико сати, дана, па и месеци) пре појаве најјачег земљотреса. Индикатор снажног земљотреса готово редовно представља „рој“ слабијих потреса нарочито учесталих неколико дана или неколико часова пре главног удара. Непосредно пре главног земљотреса долази до одсуствовања слабијих потреса, да би након њега дошло до манифестовања нових „ројева“ слабијих потреса.

### Догађаји
Форшок је активност откривена за око 40% свих умерених од великих земљотреса, и око 70% за догађаје од М>7.0. Они се дешавају од неколико минута до дана, или чак и дуже пре главног удара. На пример земљотрес на Суматри 2002. се сматра као форшок земљотреса у Индијском океану 2004, са кашњењем дужим од две године између ова два догађаја.
Неки велики земљотреси (М>8.0) не показују форшок активност уопште, као што је М8.6 земљотрес у Индији (Асам) и Кини (Тибет) 1950. године.
Пораст форшок активности је тешко квантификовати за појединачне земљотресе али постаје очигледно када се комбинују резултати многих различитих догађаја.

### Предвиђање
Предвиђање сеизмичке активности у области се користи као метод за предвиђање земљотреса, пре свега у случају земљотреса 1975. Хаиченг у Кини, где је евакуација била изазвана повећањем активности. Међутим, већина земљотреса нема очигледне форшок облике и овај метод се није показао корисним, већина малих земљотреса нису форшокови, што је довело до лажних аларма. Земљотреси дуж океанских трансформних раседа показују поновљиво форшок понашање, што омогућава предвиђање локације и времена таквих земљотреса.